# Lichtenburg
Lichtenburg è un centro abitato del Sudafrica, situato nella provincia del Nordovest.